# 마아성
마아성(Maasung, 본명: 박준형, 1987년 3월 3일 ~ )은 대한민국의 트로트 가수이다.

## 학력
- 서울종합예술실용학교 실용음악학과
- 한국예술고등학교 연극영화학과 졸업
- 포항흥해공업고등학교 졸업
- 창포중학교 졸업
- 두호초등학교 졸업

## 음반
- 2013년 가고픈 시절
- 2013년 사랑을 탐내는 여자
- 2013년 지나갈꺼야
- 2013년 사랑하는 마음에
- 2014년 잡지를 마라
- 2014년 두고두고
- 2014년 Ma Asung 1.St Free Style Album
- 2014년 좋은 당신
- 2014년 보내는 이유
- 2015년 마아성 그가 말하는 20대 마지막 이야기...
- 2016년 연연